# Куузик, Март
Хуго-Максимилиан «Март» Куузик (9 декабря 1877, Куоккала, Великое княжество Финляндское, Российская империя — 24 августа 1965, Батл-Граунд, округ Кларк, штат Вашингтон, США) — эстонско-русский спортсмен-гребец, член Олимпийской сборной России 1912 года. Представляя Российскую империю, выиграл бронзовую медаль олимпиады в академической гребле в соревнованиях среди одиночек. Первый российский гребец — призёр Олимпийских игр.

## Биография
Куузик учился в Санкт-Петербурге, после чего в 1914 году получил степень магистра в Оксфордском университете. Он основал спортивное общество «Калев» в Санкт-Петербурге и был его секретарем.
Куузик был чемпионом России в одиночке в 1910 и 1913-14 годах. В 1909 и 1910 годах побеждал на открытом первенстве Нидерландов.
После Октябрьской революции Куузик был арестован, но затем был освобождён по настоянию эстонских дипломатов. Он уехал в Эстонию, где был членом спортивного клуба «V.S.Sport» и тренером по боксу.
В 1924 году Куузик уехал из Эстонии на постоянное место жительства в американский штат Вашингтон, где стал владельцем автомастерской.
Куузик умер 24 августа 1965 года и похоронен на кладбище Парк-Хилл в округе Кларк, штат Вашингтон, США.